# GLOWING SUNFLOWER SPEED LIVE 2010@大阪城ホール
『GLOWING SUNFLOWER SPEED LIVE 2010@大阪城ホール』（グローイング・サンフラワー・スピード・ライブ 2010 アット-）は、日本のボーカルダンスグループであるSPEEDが、2010年に行った6度目のライブツアー「SPEED LIVE 2010〜GLOWING SUNFLOWER〜」の模様を収録した6枚目のライブDVDである。

## 概要
- 2010年7月10日・7月11日に行われた大阪城ホール公演のMCを含む全編を収録している。自身のライブ映像作品でMCが全編収録されるのはデビュー以来初であった。
- 前作同様オープニングからアンコール前までが収録された「Disc 1」と、アンコールとドキュメンタリーが収録された「Disc 2」の2枚組で発売された。ドキュメンタリーには神奈川公演と千葉公演の模様も一部収録されている。
- 初回限定特典としてスペシャル･プレゼント「SPEED サイン入りフォトフレーム」の応募券が封入されていた。
- 大阪城ホール公演の模様は発売前の2010年8月5日にWOWOWで一部分放送された。

## 収録曲

### Disc 1
1. Bridge to Heaven
  - 4thアルバム『BRIDGE』収録曲。
2. Still Blowing
  - 4thアルバム『BRIDGE』収録曲。
3. S.P.D.
  - 16thシングル。
4. Body & Soul
  - 1stシングル。
5. Breakin' out to the morning
  - 10thシングル。
6. DANCE MEDLEY（I'll Be All Right～蒼いリグレット～熱帯夜～Need Your Hands,Tonight）
  - 順に、2ndアルバム『RISE』、3rdアルバム『Carry On my way』、4thシングル『Wake Me Up!』、4thアルバム『BRIDGE』収録曲。
7. April~Theme of “Dear Friends”
  - ベストアルバム『SPEED THE MEMORIAL BEST 1335days Dear Friends 2』収録曲。
8. my graduation
  - 6thシングル。
9. ALIVE
  - 7thシングル。
10. 華
  - 4thアルバム『BRIDGE』収録曲。
11. White Love
  - 5thシングル。
12. DANCE CORNER
13. Confusion
  - 3rdアルバム『Carry On my way』収録曲。
14. ALL MY TRUE LOVE
  - 8thシングル。
15. STEADY
  - 2ndシングル。
16. 季節がいく時
  - 9thシングル『Precious Time』収録曲。
17. ヒマワリ -Growing Sunflower-
  - 17thシングル。
18. Wake Me Up!
  - 4thシングル。

### Disc 2
1. 【ENCORE】Go! Go! Heaven
  - 3rdシングル。
2. 【ENCORE】指環
  - 18thシングル。
3. 【ENCORE】One More Dream
  - 12thシングル。
4. ヒマワリ観察日記"Document 42min."（Live@神奈川県民ホール&市原市市民会館）incl. I Remember
  - 「I Remember」は1stシングル『Body & Soul』収録曲。

## カタログ
- Disc 1：AVBD-16219
- Disc 2：AVBD-16220

（2枚組 ¥6,279）